# موز پرورده
موز پرورده یا موز فاستر (به انگلیسی:Bananas Foster) یک دسر است که از موز و بستنی وانیلی تهیه شده و سس آن از کره، شکر قهوه ای، دارچین، رام تیره و لیکور موز تهیه می‌شود. 
کره، شکر و موز پخته شده، سپس با افزودن الکل می‌افروزد و سپس موز و سس در کنار بستنی سرو می‌شود. تاپینگ‌های پرطرفدار نیز شامل خامه فرم گرفته و انواع مختلف مغزها (پیکان، گردو و غیره) است. این دسر اغلب در کنار میز به صورت فلامبه تهیه می‌شود.

## تاریخچه
موز پرورده یک دسر آمریکایی است که ریشه آن در نیواورلئان است و با موز پخته شده و در سس کره، شکر قهوه ای و رام سرو می شود. برای کاراملی کردن، با سس بر پایه لیکور با استفاده از روش پخت و پز به نام فلامبه تهیه می شود. این دسر را می توان با بستنی وانیلی یا به صورت کرپ سرو کرد اما ممکن است به تنهایی نیز میل شود.  دارچین و جوز هندی ممکن است به عنوان چاشنی افزوده شود. 

اگرچه بسیاری فکر می کنند که این دسر در رستوران بِرِنِنز  در نیواورلئان، لوئیزیانا ساخته شده است، اما در واقع چند سال پیش از آن در رستوران اوون برنن آغاز شد.  در سال ۱۹۵۱، الا برنن و سرآشپز رستوران پل بلانژ با هم کار کردند تا دسر ساخته شده به دست مادر الا را در خانه خانواده برنن تغییر دهند. در آن زمان نیواورلئان مرکز اصلی واردات موز از آمریکای جنوبی بود. این نام به نام ریچارد فاستر، رئیس کمیسیون جنایی نیواورلئان و یکی از دوستان صاحب رستوران اوون برنن گرفته شد. 

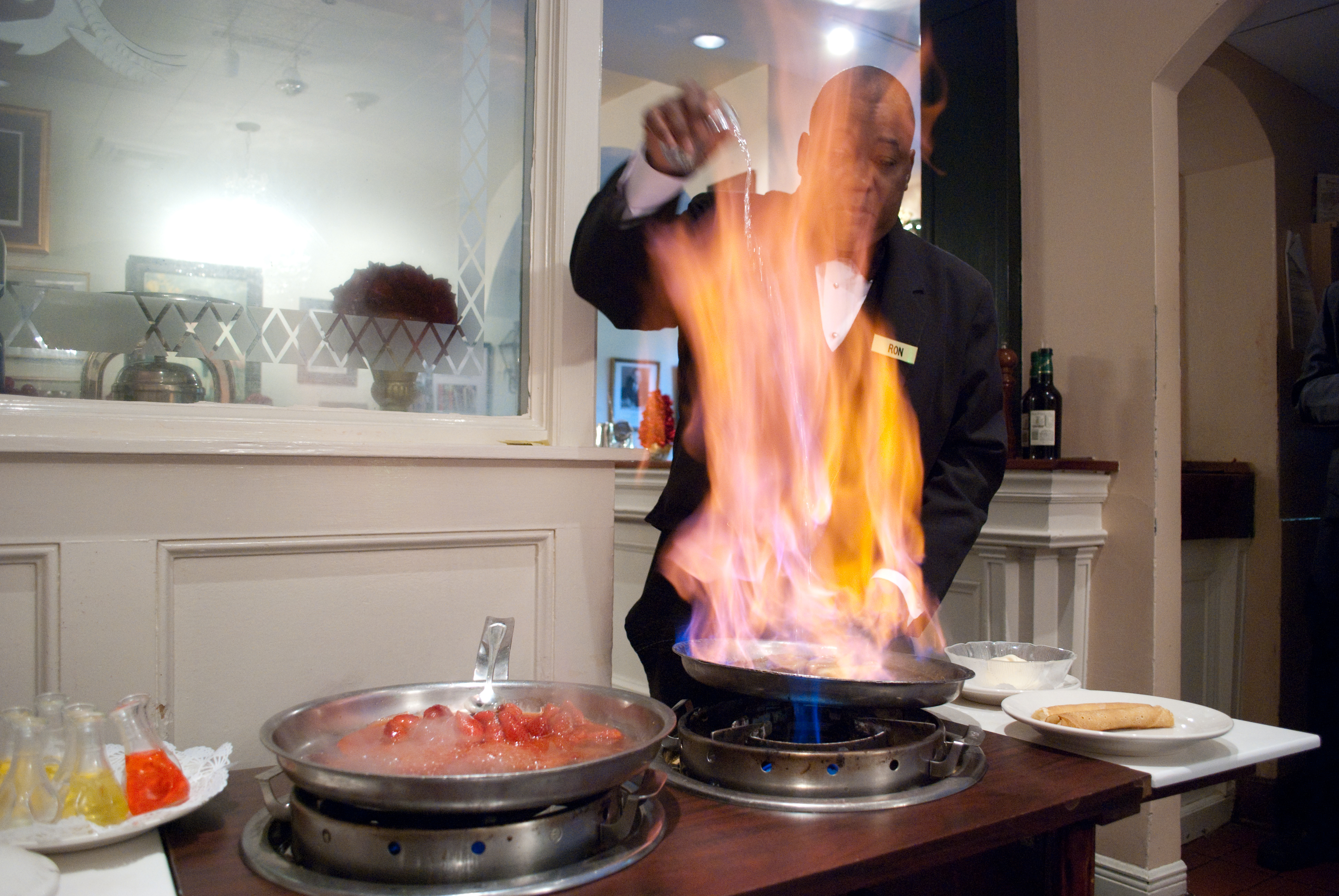
یک پیشخدمت، موز پرورده را در بِرِنِنز آماده می کند
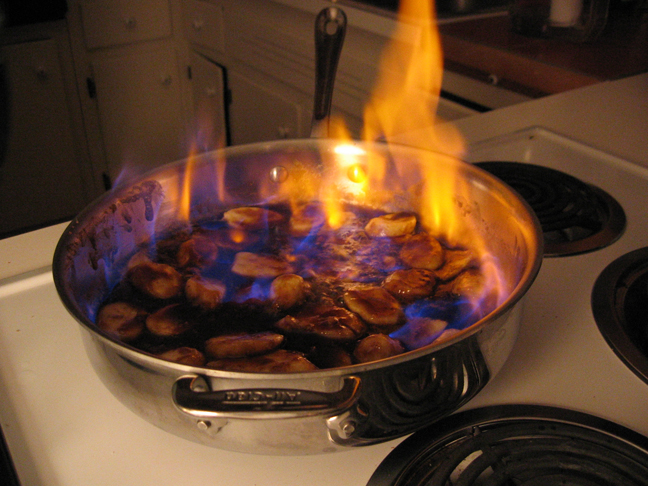
موز پرورده در حال فلامبه شدن
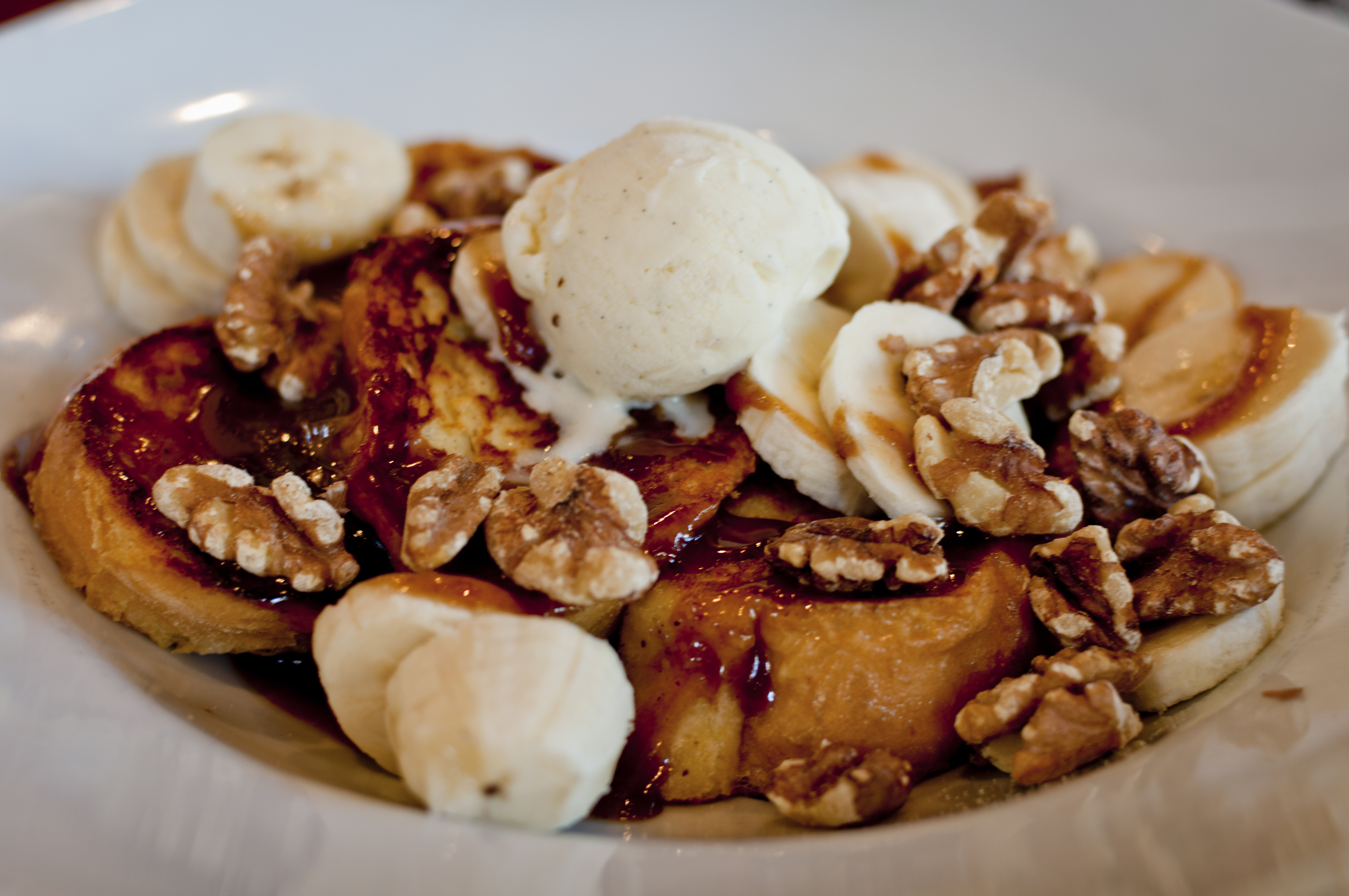
موز پرورده به همراه تست فرانسوی در یک رستوران نیواورلئان